# Cazalis, Gironde
Cazalis är en kommun i departementet Gironde i regionen Nouvelle-Aquitaine i sydvästra Frankrike. Kommunen ligger i kantonen Villandraut som tillhör arrondissementet Langon. År 2022 hade Cazalis 255 invånare.

## Befolkningsutveckling
Antalet invånare i kommunen Cazalis
Referens:INSEE